# Gomme d'avoine
Sous le numéro E411, la gomme d'avoine est un additif alimentaire, classé comme épaississant, stabilisant et émulsifiant, de fait très peu utilisé. Chimiquement, c'est un polysaccharide extrait de l'avoine. Cet additif ne convient pas aux intolérants au gluten.